# Île de Yongxing
L'île de Yongxing, en mandarin : 永兴岛, également appelé île Woody ou île Boisée est une île principale des îles Paracels en mer de Chine méridionale. Contrôlée par la Chine depuis 1956 elle est aussi revendiquée par Taïwan et par le Viêt Nam. 
Le chef lieu de préfecture Sansha est situé sur l'île. Un aéroport y a été construit en 1990. Plusieurs bâtiments touristiques, ainsi qu'une banque et une école, sont également présents, en plus d'une base navale, d'un port civil et d'une station de radio.
En janvier 2016, Taïwan et les États-Unis accusent Pékin d'avoir installé des missiles sol-air sur Yongxing. Il s'agirait d'un système de défense aérienne de type HQ-9, d'une portée de 200 km environ.